# Poecilodryas
Poecilodryas Gould, 1865 è un genere di uccelli della famiglia dei Petroicidi.

## Tassonomia
Comprende quattro specie:
- Poecilodryas brachyura (P. L. Sclater, 1874) - balia neoguineana mentobianco;
- Poecilodryas hypoleuca (G. R. Gray, 1859) - balia neoguineana fianchineri;
- Poecilodryas superciliosa (Gould, 1847) - balia australiana dai sopraccigli bianchi;
- Poecilodryas cerviniventris (Gould, 1858) - balia australiana ventrefulvo.

Le prime due sono endemiche della Nuova Guinea, le altre due dell'Australia settentrionale e nord-orientale.